# گورادل
گورادل روستایی است که در استان اردبیل، شهرستان اردبیل، بخش هیر، دهستان فولادلوی شمالی قرار دارد.

## جمعیّت
بر اساس سرشماری سال ۹۰ جمعیّت این روستا ۳۶۱ نفر با ۹۱ خانوار بوده‌است. بیشتر مردم روستا به شغل کامیون داری و کشاورزی مشغولند و بیشتر اهالی دو مسکنه هستند یعنی هم در شهر زندگی میکنند.